# Славянка (швейная фабрика)
ЗАО Псковская швейная фабрика «Славянка» — одно из крупных предприятий Российской Федерации по производству верхней одежды, мужских и детских костюмов. Центральный офис «Славянки» и основное производство сосредоточено во Пскове, имеются филиалы фабрики в Новом и Старом Изборске, в Опочке.

## История фабрики в датах
1945 год — конец Великой Отечественной войны. Издан Приказ № 256 от 28 июня 1945 Народного комиссариата легкой промышленности о создании швейного производства в Пскове.
1954—1965 годы — специализацией фабрики стал пошив мужских костюмов. Фабрика перешла в подчинение Ленсовнархоза, став филиалом крупнейшего Ленинградского швейного объединения имени М. М. Володарского.
1966—1970 годы — в районе новостроек на Завеличье, началось строительство нового комплекса фабричных зданий. Псковские швейники получили постоянный адрес: Псков, Рижский проспект, 40.
1982—1983 годы — в цехах начали устанавливать современные технологические поточные линии, оснащенные высокопроизводительным швейным оборудованием западных фирм: «Дюркопп», «Пфафф» (Германия), «Римольди» (Италия), «Джуки» (Япония). «Славянку» возглавила Елена Александровна Косенкова, которая бессменно руководит Псковской швейной фабрикой и ныне.
1990—1991 годы — трудовой коллектив принимает решение выйти из состава Ленинградского производственного швейного объединения имени М. М. Володарского и стать самостоятельным производством. Происходит реорганизация предприятия в акционерное общество закрытого типа «Славянка».
2001 год — открытие двух оптово-розничных торговых представительств городе Москве и городе Санкт-Петербурге. Создано новое швейное производственное подразделение в г. Опочке с численностью работающих около 50 человек. Введены в действие два настилочно-раскройных комплекса «Гербер».
2008 год — Открыто швейное производственное подразделение в пос. Дедовичи с численностью работающих около 50 человек.
2012 год — открытие оптово-розничного торгового представительства в городе Новосибирск.
2017 год — ЗАО «Славянка» вошла в 10 — лучших предприятий текстильной и лёгкой промышленности России. (Всероссийский форум легкой промышленности при организации Минпромторга России.)